# Domino Harvey
Domino Harvey (* 7. August 1969 in London; † 27. Juni 2005 in West Hollywood) war eine britische Kopfgeldjägerin.
Die Tochter des britischen Schauspielers Laurence Harvey und des Models Paulene Stone wurde von ihrer Mutter nach dem Spitznamen von deren Kollegin Dominique Sanda benannt. Domino Harvey arbeitete nach eigenen, nicht belegten Aussagen zuerst als Fotomodell für die Ford-Agentur, brach mit 23 Jahren jedoch mit ihrem bisherigen Leben und wurde Kopfgeldjägerin.
Sie wurde am 27. Juni 2005 in West Hollywood in einer Badewanne mit einer Überdosis des Schmerzmittels Fentanyl aufgefunden und starb kurz darauf im Krankenhaus. Im Bundesstaat Mississippi war gegen sie ein Verfahren wegen Drogenhandels und -besitzes anhängig, das im Falle eines Schuldspruches zu einer Haftstrafe von bis zu zehn Jahren geführt hätte.
Ihr Leben bildete die lose Grundlage für den Film Domino des Regisseurs Tony Scott mit Keira Knightley in der Titelrolle.